# Conférence épiscopale de l'océan Indien
La Conférence épiscopale de l’océan Indien (abrégé CEDOI) est une conférence épiscopale de l’Église catholique qui regroupe les évêques du Sud-Ouest de l’océan Indien — hors Madagascar, qui possède sa propre conférence (en).

## Membres
Les Églises particulières suivantes sont représentées à la conférence :
- le vicariat apostolique de l’archipel des Comores, qui couvre les Comores et l’île française de Mayotte ;
- le diocèse de Port-Louis à Maurice ;
- le diocèse de Saint-Denis de l’île française de La Réunion ;
- le diocèse de Port-Victoria aux Seychelles ;
- le vicariat apostolique de Rodrigues sur l’île éponyme.

## Présidents
Le président depuis 2022 est Alain Harel, évêque de Port-Victoria, depuis 2020
Il y a précédemment eu :
- 1986 - 1989 : Jean Margéot, cardinal-prêtre, évêque de Port-Louis ;
- 1989 - 1996 : Gilbert Aubry, évêque de Saint-Denis de La Réunion ;
- 1996 - 2002 : Maurice Piat, évêque de Port-Louis ;
- 2002 - 2006 : Gilbert Aubry, évêque de Saint-Denis de La Réunion ;
- 2006 - 2013 : Denis Wiehe, évêque de Port-Victoria ;
- 2013 - 2016 : Maurice Piat, évêque de Port-Louis ;
- 2016 - 2020 : Gilbert Aubry, évêque de Saint-Denis de La Réunion ;
- 2020 - 2022 : Maurice Piat, évêque de Port-Victoria.

### Article lié
- Liste des conférences épiscopales